# Danny Thomas (calciatore 1961)
Daniel Joseph Thomas, meglio noto come Danny Thomas (Worksop, 12 novembre 1961), è un ex calciatore inglese, di ruolo difensore.

## Palmarès

### Club

#### Competizioni internazionali
- Coppa UEFA: 1

Tottenham: 1983-1984